# Linia R metra w Nowym Jorku

Mapa linii

Linia R – linia metra nowojorskiego. Jest oznaczona kolorem żółtym na znakach stacji, znakach trasy oraz na oficjalnych mapach metra. Na swym przebiegu przez Manhattan nosi nazwę BMT Broadway Line. 
Linia R kursuje przez cały czas. Normalnie biegnie od Forest Hills – 71st Avenue w Queens do Bay Ridge – 95th Street; w Brooklynie przez IND Queens Boulevard Line, BMT Broadway Line oraz BMT Fourth Avenue Line. 